# 2018年平昌パラリンピックの日本選手団
2018年平昌パラリンピックの日本選手団（2018ねんピョンチャンパラリンピックのにほんせんしゅだん）は、2018年3月9日から3月18日までの日程で開催される2018年平昌パラリンピックにおける日本選手団。
選手名および所属・記録は2018年現在のもの。

## 概要

### 選手団
- 人員：86人（選手38人、競技ガイド1人、競技役員・コーチ35人、本部役員12人）
- 団長：大日方邦子
- 副団長：中森邦男
- 主将：須藤悟（パラアイスホッケー）
- 開会式旗手：村岡桃佳（アルペンスキー）
- 閉会式旗手：村岡桃佳（アルペンスキー）

### 公式行事
- 結団式・壮行会：2018年2月26日（東京都港区・虎ノ門ヒルズ フォーラム）
- 解団式：2018年3月19日（東京都千代田区・ホテルニューオータニ）

## メダル獲得者
| メダル   | 選手名   | 競技                   | 種目                                   | 日付 （現地） | 備考 |
| -------- | -------- | ---------------------- | -------------------------------------- | ------------- | ---- |
| 金メダル | 村岡桃佳 | アルペンスキー         | 女子大回転（座位）                     | 3月14日       |      |
| 金メダル | 成田緑夢 | スノーボード           | 男子バンクドスラローム（SB-LL2）       | 3月16日       |      |
| 金メダル | 新田佳浩 | クロスカントリースキー | 男子10kmクラシカル（立位）             | 3月17日       |      |
| 銀メダル | 村岡桃佳 | アルペンスキー         | 女子滑降（座位）                       | 3月10日       |      |
| 銀メダル | 森井大輝 | アルペンスキー         | 男子滑降（座位）                       | 3月10日       |      |
| 銀メダル | 新田佳浩 | クロスカントリースキー | 男子1.5kmスプリント クラシカル（立位） | 3月14日       |      |
| 銀メダル | 村岡桃佳 | アルペンスキー         | 女子回転（座位）                       | 3月18日       |      |
| 銅メダル | 村岡桃佳 | アルペンスキー         | 女子スーパー大回転（座位）             | 3月11日       |      |
| 銅メダル | 成田緑夢 | スノーボード           | 男子スノーボードクロス（SB-LL2）       | 3月12日       |      |
| 銅メダル | 村岡桃佳 | アルペンスキー         | 女子スーパー複合（座位）               | 3月13日       |      |

## 出場選手

### アイスホッケー
- 混合：8位
  - 安中幹雄（東京アイスバーンズ）
  - 石井英明（東京アイスバーンズ）
  - 上原大祐（東京アイスバーンズ）
  - 熊谷昌治（長野サンダーバーズ）
  - 児玉直（東京アイスバーンズ）
  - 塩谷吉寛（長野サンダーバーズ）
  - 柴大明（東京アイスバーンズ）
  - 須藤悟（北海道ベアーズ）
  - 髙橋和廣（東京アイスバーンズ）
  - 中村稔幸（長野サンダーバーズ）
  - 南雲啓佑（東京アイスバーンズ）
  - 廣瀬進（北海道ベアーズ）
  - 福島忍（長野サンダーバーズ）
  - 堀江航（長野サンダーバーズ）
  - 三澤英司（北海道ベアーズ）
  - 望月和哉（長野サンダーバーズ）
  - 吉川守（長野サンダーバーズ）

### アルペンスキー

#### 男子
- 狩野亮（マルハン）
  - 滑降座位：途中棄権
  - スーパー大回転座位：5位（1分27秒45）
  - 回転座位：途中棄権
  - 大回転座位：5位（1分09秒28＋1分08秒84＝2分18秒12）
  - スーパー複合座位：失格
- 小池岳太（JTBコミュニケーションデザイン）
  - 滑降立位：途中棄権
  - スーパー大回転立位：27位（1分35秒12）
  - 回転立位：18位（1分01秒16＋57秒47＝1分58秒63）
  - 大回転立位：18位（1分13秒29＋1分13秒09＝2分26秒38）
  - スーパー複合立位：14位（スーパー大回転1分38秒64＋回転56秒35＝2分34秒99）
- 鈴木猛史（KYB）
  - 滑降座位：9位（1分27秒53）
  - スーパー大回転座位：13位（1分29秒41）
  - 回転座位：途中棄権
  - 大回転座位：4位（1分09秒90＋1分07秒90＝2分17秒80）
  - スーパー複合座位：4位（スーパー大回転1分28秒65＋回転47秒02＝2分15秒67）
- 髙橋幸平（岩手県立盛岡農業高等学校）
  - 回転立位：17位（1分00秒06＋58秒31＝1分58秒37）
  - 大回転立位：21位（1分15秒43＋1分16秒21＝2分31秒64）
- 夏目堅司（RDS）
  - 滑降座位：途中棄権
  - スーパー大回転座位：途中棄権
  - 回転座位：途中棄権
  - 大回転座位：13位（1分11秒45＋1分11秒78＝2分23秒23）
  - スーパー複合座位：13位（スーパー大回転1分32秒28＋回転58秒65＝2分30秒93）
- 三澤拓（SMBC日興証券）
  - 滑降立位：15位（1分31秒23）
  - スーパー大回転立位：15位（1分31秒04）
  - 回転立位：途中棄権
  - 大回転立位：途中棄権
  - スーパー複合立位：12位（スーパー大回転1分30秒38＋回転51秒47＝2分21秒85）
- 森井大輝（トヨタ自動車）
  - 滑降座位：2位（1分25秒75）
  - スーパー大回転座位：8位（1分27秒70）
  - 回転座位：4位（51秒55＋50秒73＝1分42秒28）
  - 大回転座位：途中棄権
  - スーパー複合座位：途中棄権

#### 女子
- 本堂杏実（日本体育大学）
  - スーパー大回転立位：途中棄権
  - 回転立位：8位（1分05秒76＋1分08秒13＝2分13秒89）
  - 大回転立位：13位（1分25秒12＋1分20秒26＝2分45秒38）
  - スーパー複合立位：10位（スーパー大回転1分46秒65＋回転1分08秒54＝2分55秒19）
- 村岡桃佳（早稲田大学）
  - 滑降座位：2位（1分34秒75）
  - スーパー大回転座位：3位（1分36秒10）
  - 回転座位：2位（57秒22＋1分03秒97＝2分01秒19）
  - 大回転座位：1位（1分13秒47＋1分13秒06＝2分26秒53）
  - スーパー複合座位：3位（スーパー大回転1分30秒89＋回転59秒36＝2分30秒25）
  - 回転座位：2位（57秒22+1分03秒97＝2分01秒19）

### クロスカントリースキー・バイアスロン
- クロスカントリースキー4×2.5km混合リレー（新田佳浩、出来島桃子、阿部友里香、川除大輝）
  - 4位（25分48秒0）

#### 男子
- 岩本啓吾（東京美装興業）
  - クロスカントリースキー
    - 1.5kmスプリントクラシカル立位：予選敗退
    - 10kmクラシカル立位：18位（28分13秒4）
- 川除大輝（日立ソリューションズJrチーム）
  - クロスカントリースキー
    - 1.5kmスプリントクラシカル立位：準決勝敗退
    - 10kmクラシカル立位：10位（25分49秒9）
    - 20kmフリー立位：9位（50分59秒8）
- 佐藤圭一（エイベックス）
  - クロスカントリースキー
    - 10kmクラシカル立位：11位（25分53秒3）

  - バイアスロン
    - 7.5km立位：9位（20分28秒1）
    - 12.5km立位：9位（42分11秒2）
    - 15km立位：8位（49分39秒2）
- 高村和人（岩手県立盛岡視覚支援学校）
ガイド：藤田佑平（早稲田大学大学院）
  - クロスカントリースキー
    - 1.5kmスプリントクラシカル視覚障害：予選敗退
    - 10kmクラシカル視覚障害：11位（28分38秒2）

  - バイアスロン
    - 7.5km視覚障害：15位（25分46秒2）
    - 15km視覚障害：13位（57分29秒3）
- 新田佳浩（日立ソリューションズ）
  - クロスカントリースキー
    - 1.5kmスプリントクラシカル立位：2位（4分20秒51）
    - 10kmクラシカル立位：1位（24分06秒8）
- 星澤克（北海道立命館慶祥高等学校）
  - クロスカントリースキー
    - 1.5kmスプリントクラシカル立位：予選敗退

  - バイアスロン
    - 7.5km立位：17位（23分56秒9）
    - 12.5km立位：14位（56分25秒1）
    - 15km立位：13位（54分06秒2）

#### 女子
- 阿部友里香（日立ソリューションズ）
  - クロスカントリースキー
    - 1.5kmスプリントクラシカル立位：予選敗退
    - 7.5kmクラシカル立位：13位（25分01秒7）

  - バイアスロン
    - 6km立位：9位（19分31秒9）
    - 10km立位：11位（47分22秒5）
- 出来島桃子（新発田市役所）
  - クロスカントリースキー
    - 7.5kmクラシカル立位：12位（24分57秒6）
    - 15kmフリー立位：7位（55分58秒3）

  - バイアスロン
    - 6km立位：13位（20分54秒5）
    - 10km立位：9位（45分45秒5）
    - 12.5km立位：9位（46分01秒5）
- 新田のんの（北翔大学）
  - クロスカントリースキー
    - 1.1kmスプリント座位：予選敗退
    - 5km座位：21位（22分42秒3）

  - バイアスロン
    - 6km座位：13位（27分30秒2）
    - 12km座位：13位（1時間05分49秒0）

### スノーボード
- 小栗大地（三進化学工業）
  - 男子スノーボードクロス SB-LL1：7位
  - 男子バンクドスラローム SB-LL1：6位（58秒47）
- 成田緑夢（近畿医療専門学校）
  - 男子スノーボードクロス SB-LL2：3位
  - 男子バンクドスラローム SB-LL2：1位（48秒68）
- 山本篤（新日本住設）
  - 男子スノーボードクロス SB-LL1：12位
  - 男子バンクドスラローム SB-LL1：失格